# التصميم الحضري الدقيق للمياه

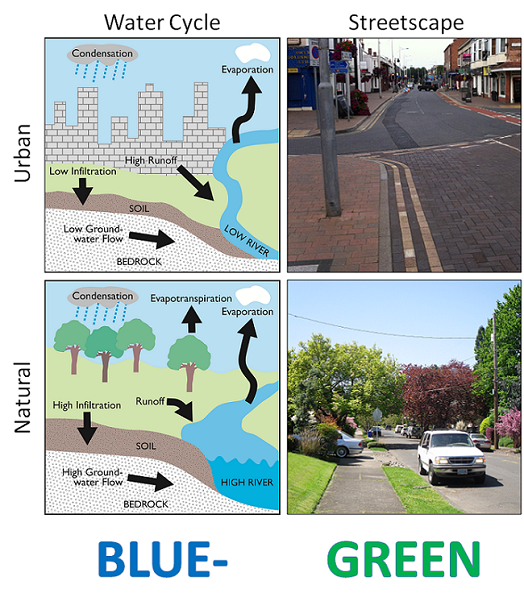

التصميم الحضري الدقيق للمياه هو نهج لتخطيط الأراضي وتصميمها بشكل هندسي يدمج دورة المياه الحضرية، بما في ذلك تصريف مياه الأمطار، والمياه الجوفية، والمياه العادمة، وإمدادات المياه، في التصميم الحضري للحد من التدهور البيئي وتحسين الجاذبية الجمالية. يستخدم هذا المصطلح في الشرق الأوسط وأستراليا، ويشبه مصطلح التنمية منخفضة الأثر المستخدم في الولايات المتحدة؛ ومصطلح نظام الصرف المستدام المستخدم في المملكة المتحدة.

## خلفية عامة
يغير التطور الحضري والصناعي المناظر الطبيعية من أسطح نباتية قابلة للنفاذ إلى سلسلة من الأسطح المترابطة التي لا تنفذ، ما يؤدي إلى تجمع كميات كبيرة من المياه الجارية، الأمر الذي يتطلب إدارتها والتعامل معها. تاريخيًا، تعاملت أستراليا، شأنها شأن الدول الصناعية الأخرى مثل الولايات المتحدة والمملكة المتحدة، مع مياه الأمطار الفائضة باعتبارها مسؤولية قد تعرض صحة الإنسان والممتلكات للخطر. أدى ذلك إلى تركيز كبير على تصميم أنظمة تصريف لمياه الأمطار تنقلها مباشرة إلى الجداول مع تركيز ضئيل أو معدوم على الحفاظ على النظام البيئي، وينتج عن ذلك ما يشار إليه باسم متلازمة التيار الحضري. تتدفق الأمطار الغزيرة بسرعة إلى الجداول حاملةً الملوثات والرواسب، ما يؤدي إلى وجود تركيزات مرتفعة من الملوثات والمواد الغذائية والمواد الصلبة العالقة في هذه الجدوال. تؤدي زيادة التدفق أيضًا إلى تغيير شكل القنوات، ما يؤدي إلى زيادة الترسيب وانخفاض ثروة الكائنات الحية بشكل كبير.

## المبادئ
- حماية وتعزيز الغابات والأنهار والأراضي الرطبة في البيئات الحضرية؛
- حماية وتحسين جودة المياه التي تستنزف من البيئات الحضرية في الغابات والأنهار والأراضي الرطبة؛
- استعادة التوازن المائي في المناطق الحضرية من خلال إعادة استخدام مياه الأمطار، والمياه العادمة المكررة، والمياه الرمادية إلى الحد الأقصى؛
- الحفاظ على الموارد المائية من خلال إعادة الاستخدام وكفاءة النظام؛
- دمج معالجة مياه الأمطار في المناظر الطبيعية بحيث تقدم عدة استخدامات مفيدة مثل معالجة جودة المياه ومواطن الحياة البرية؛
- الحد من ذروة تدفقات المياه والسيل السطحي من البيئة الحضرية، ما يتيح في الوقت نفسه إمكانية التسرب وإعادة شحن المياه الجوفية؛
- دمج المياه في المناظر الطبيعية لتحسين التصميم الحضري وكذلك القيم الاجتماعية والبصرية والثقافية والإيكولوجية؛
- تطبيق التصميم الحضري الدقيق للمياه بسهولة وفعالية من حيث التكلفة لضمان استخدامه على نطاق واسع.[5]